# Siemens-Schuckert Dr.I
Siemens-Schuckert Dr.I byl německý jednomístný trojplošný stíhací letoun, který poprvé vzlétl v roce 1917. Jeho vývoj, a vývoj jeho výkonnější, nedokončené varianty, byl po programu letových zkoušek opuštěn.

## Vznik a vývoj
Dr.I byl jednomístný trojplošník vyvinutý ve stejné době jako Siemens-Schuckert D.II. Používal stejný trup s plochými boky jako dřívější dvouplošník Siemens-Schuckert D.I, na rozdíl od zaoblených u D.II. Stejně jako D.I byl Dr.I poháněn devítiválcovým rotačním motorem typu Siemens-Halske Sh.I o výkonu 110 hp (82 kW).
Stíhačka poprvé vzlétla v červenci 1917. Později Dr.I během letových zkoušek havaroval a byl vážně poškozen. Společnost Siemens-Schuckert jej přestavěla, přičemž plocha křídel vzrostla o 2,90 m².
Stavba navazující verze Dr.II, poháněné silnějším jedenáctiválcovým rotačním motorem Siemens-Halske Sh.III o výkonu 160 hp (120 kW), byla opuštěna v pokročilém stadiu rozpracování.

## Specifikace (před přestavbou)
Údaje dle

### Technické údaje
- Posádka: 1
- Délka: 5,30 m
- Rozpětí: 8,60 m
- Výška:
- Nosná plocha: 18,10 m²
- Prázdná hmotnost: 510 kg
- Vzletová hmotnost: 695 kg
- Pohonná jednotka: 1 × devítiválcový rotační motor Siemens-Halske Sh.I
- Výkon pohonné jednotky: 110 hp (82 kW)

### Výkony
- Maximální rychlost:
- Dolet:
- Dostup:
- Stoupavost: výstup do výše 4 700 m za 20,6 min[pozn. 1]